# Meristoblemmus lobifrons
Meristoblemmus lobifrons är en insektsart som beskrevs av Jones, S. och Lucien Chopard 1936. Meristoblemmus lobifrons ingår i släktet Meristoblemmus och familjen syrsor. Inga underarter finns listade i Catalogue of Life.